# IC 1557
IC 1557 је спирална галаксија у сазвјежђу Кит која се налази на листи објеката дубоког неба у Индекс каталогу.
Деклинација објекта је - 2° 52' 33" а ректасцензија 0h 35m 34,4s. Привидна величина (магнитуда) објекта IC 1557 износи 15,0 а фотографска магнитуда 15,8. IC 1557 је још познат и под ознакама MCG -1-2-37, NPM1G -03.0033, PGC 2130.